# Kozo Arai
Kozo Arai (n. 24 octombrie 1950) este un fost fotbalist japonez.

## Statistici
| Japonia | Japonia | Japonia |
| An      | Meciuri | Goluri  |
| ------- | ------- | ------- |
| 1970    | 6       | 0       |
| 1971    | 4       | 0       |
| 1972    | 8       | 2       |
| 1973    | 5       | 0       |
| 1974    | 5       | 1       |
| 1975    | 3       | 1       |
| 1976    | 15      | 0       |
| 1977    | 1       | 0       |
| Total   | 47      | 4       |